# Tamás Vaskó
Tamás Vaskó (Budapest, Hungría; 20 de febrero de 1984) es un futbolista húngaro que se desempeña en la posición de defensor en el Eger SE de la Nemzeti Bajnokság III de Hungría.
Entre 2007 y 2009 integró el plantel de la selección de fútbol de Hungría en las eliminatorias para la Copa Mundial 2010, y en diversos amistosos.

## Clubes
| Club                   | País       | Año       |
| ---------------------- | ---------- | --------- |
| Ujpest FC              | Hungría    | 2002-2010 |
| FC Tatabánya (cedido)  | Hungría    | 2004-2005 |
| Bristol City (cedido)  | Inglaterra | 2007-2008 |
| US Avellino (cedido)   | Italia     | 2008-2009 |
| Videoton FC            | Hungría    | 2010-2013 |
| Kecskeméti TE (cedido) | Hungría    | 2012-2013 |
| Mezőkövesd-Zsóry SE    | Hungría    | 2013-2014 |
| Puskás Akadémia FC     | Hungría    | 2014      |
| Dunaújváros PASE       | Hungría    | 2015      |
| Békéscsaba 1912        | Hungría    | 2015-2016 |
| Vasas SC               | Hungría    | 2016-2019 |
| Eger SE                | Hungría    | 2019-     |

## Palmarés
- Nemzeti Bajnokság I: 2010-11